# San Lazzaro al Trionfale
San Lazzaro al Trionfale, även benämnd San Lazzaro, San Lazzaro in Borgo och San Lazzaro dei Lebbrosi, är en kyrkobyggnad i Rom, helgad åt den helige Lasaros. Kyrkan är belägen vid Borgo San Lazzaro i quartiere Della Vittoria och tillhör församlingen San Giuseppe al Trionfale.

## Historia
Kyrkan uppfördes år 1187 under påve Gregorius VIII:s pontifikat och helgades ursprungligen åt den heliga Maria Magdalena. Enligt traditionen blev en fransk pilgrim helad från lepra då han besökte Rom. I tacksamhet lät han grunda ett leprosarium på denna plats. I ett dokument från år 1278 i Liber Censuum benämns kyrkan ”ecclesiam sancte Marie Magdalenae ad pedem Montis Mali”, det vill säga ”den heliga Maria Magdalenas kyrka vid foten av Monte Mario”.
År 1536 företogs en genomgripande ombyggnad av kyrkan. Fasaden är enkel med portal, två rektangulära fönster och överst ett runt fönster.
Den treskeppiga interiören med tre absider avdelas av spoglia-kolonner i marmor. Högaltaret har ett träkrucifix. Sidokapellen i fonden av sidoskeppen är invigda åt Lasaros respektive Blasius. I kyrkan vördas ikonen Madonna di Bell'Amore.